# Thomas Fitzsimons
Thomas Fitzsimons (ottobre 1741 – Filadelfia, 26 agosto 1811) è stato un politico statunitense.
È uno dei padri fondatori degli Stati Uniti, quale firmatario della Costituzione degli Stati Uniti.